# Kapań (przystanek kolejowy)
Kapań (biał. Капань, ros. Копань) – przystanek kolejowy w pobliżu miejscowości Kapań, w rejonie rzeczyckim, w obwodzie homelskim, na Białorusi. Leży na linii Homel - Łuniniec - Żabinka.